# Walther Meienreis
Karl Hermann Walter Meienreis (* 4. November 1877 in Görlitz; † 2. Dezember 1943 in Berlin-Friedenau) war ein deutscher Fechter und Olympiateilnehmer. Als Mitglied des Berliner Offizier Fecht- und Reitclubs nahm er an den Olympischen Spielen 1912 in Stockholm teil. Im Degeneinzel schied er dort bereits in der ersten Runde aus, mit der Säbelmannschaft belegte er den geteilten siebten Platz bei insgesamt 11 Teilnehmern. 
Meienreis war Diplom-Ingenieur und nahm auch an mehreren akademischen Wettkämpfen teil. 1911 gewann er beim Akademischen Olympia in Dresden mit dem Säbel und wurde Zweiter im Florettwettbewerb. 1913 wurde er bei den ersten akademischen Meisterschaften in Frankfurt am Main (dem Vorläufer der Hochschulmeisterschaften) Dritter mit Degen und Florett, 1926 trat er noch einmal beim Akademischen Olympia in Königsberg an und wurde Zweiter im Säbel sowie dritter mit Degen und Florett.
Des Weiteren verfasste Meienreis mehrere Bücher über den Fechtsport und übersetzte ein Werk über den Widerstand von Schiffen aus dem Französischen.

## Schriften
- Das Säbelfechten mit dem leichten Säbel auf Hieb und Stich. Grethlein, Leipzig 1914.
- Das Stossfechten nach der italienischen Schule. Grethlein, Leipzig 1914.
- Charles Doyère, Walter Meienreis (Übers.): Zur Frage des Schiffswiderstandes. Julius Springer, Berlin 1927.